# Potyczka pod Augustówką
Potyczka pod Augustówką – potyczka partyzancka stoczona 15 czerwca 1944 przez oddział Batalionów Chłopskich pod Augustówka z oddziałem niemieckiej żandarmerii.

## Przebieg bitwy
Kwaterujący we wsi Augustówka oddział specjalny Batalionów Chłopskich wysyłał w teren grupy partyzantów w celu dokonywania akcji dywersyjnych i sabotażu. W odpowiedzi Niemcy zorganizowali akcję przeciwpartyzancką do której zgromadzili oddział żandarmerii liczący około 500 ludzi.
Kwatera ubezpieczona była wysuniętymi placówkami ale warunki terenowe utrudniały obserwację. To doprowadziło to zbyt późnego wykrycia niemieckiej obławy i doszło do walk we wsi. Pomimo zbyt późnego ogłoszenia alarmu oddział partyzancki nie uległ rozbiciu i wycofał się do lasu. W walkach poległo 4 partyzantów. Straty niemieckie oceniano na kilkunastu zabitych i rannych. 

## Upamiętnienie
W 1957 na miejscu partyzanckiej bitwy wzniesiono pomnik.